# پیش تو خواهم آمد
«پیش تو خواهم آمد» (به انگلیسی: I Will Come to You) ترانه‌ای از گروه پاپ/راک هَنسون است. این قطعه در ۱۰ نوامبر ۱۹۹۷ به عنوان سومین تک‌آهنگ از اولین آلبوم گروه منتشر شد.
«پیش تو خواهم آمد» در زمان انتشارش در بریتانیا تا رتبهٔ پنجم آفیشال چارتس صعود کرد و در ایالات متحده به جایگاه نهم بیلبورد هات ۱۰۰ رسید. این ترانه دربارهٔ کسی است که وقتی به او نیاز دارید-حتی به‌صورت غیر فیزیکی-کنار شماست.

## موقعیت در چارت‌های موسیقی
| چارت (۱۹۹۷–۱۹۹۸)                               | بالاترین چایگاه |
| ---------------------------------------------- | --------------- |
| استرالیا (ای‌آرآی‌ای)                            | ۲               |
| اتریش (او۳ تاپ ۴۰ اتریش)                       | ۱۰              |
| بلژیک (اولتراتاپ ۵۰ فلاندرز)                   | ۴               |
| بلژیک (اولتراتاپ ۵۰ والونی)                    | ۷               |
| تک‌آهنگ‌های برتر کانادا (آرپی‌ام)                 | ۱۱              |
| موسیقی معاصر بزرگسالان کانادا (آرپی‌ام)         | ۲۸              |
| اروپا (یوروچارت هات ۱۰۰)                       | ۴               |
| فنلاند (جدول‌های رسمی فنلاند)                   | ۲               |
| فرانسه (اس‌ان‌ئی‌پی)                              | ۱۰              |
| آلمان (جدول‌های رسمی آلمان)                     | ۳۶              |
| ایسلند (ایسلنسکی لیستین)                       | ۱۶              |
| ایرلند (ایرما)                                 | ۱۴              |
| هلند (۴۰ آهنگ برتر)                            | ۹               |
| هلند (۱۰۰ تک‌آهنگ برتر)                         | ۱۲              |
| نیوزیلند (ریکوردد میوزیک ان‌زد)                 | ۳               |
| نروژ (وی‌جی-لیستا)                              | ۴               |
| اسکاتلند (اوسی‌سی)                              | ۴               |
| سوئد (فهرست برترین‌های سوئد)                    | ۱               |
| سوئیس (شوایزر هیت‌پاراد)                        | ۹               |
| تک‌آهنگ‌های بریتانیا (اوسی‌سی)                    | ۵               |
| بیلبورد هات ۱۰۰ ایالات متحده                   | ۹               |
| فروش تک‌آهنگ‌های رقص ایالات متحده (بیلبورد)      | ۲۲              |
| ۴۰ آهنگ برتر جریان اصلی ایالات متحده (بیلبورد) | ۱۸              |
| ریتمیک ایالات متحده (بیلبورد)                  | ۳۶              |

| چارت (۱۹۹۷)                    | جایگاه |
| ------------------------------ | ------ |
| استرالیا (ای‌آرآی‌ای)            | ۱۵     |
| بلژیک (اولتراتاپ ۵۰ فلاندرز)   | ۳۸     |
| بلژیک (اولتراتاپ ۵۰ والونیا)   | ۶۶     |
| تک‌آهنگ‌های برتر کانادا (آرپی‌اِم) | ۹۸     |
| هلند (تاپ ۴۰ هلند)             | ۹۷     |
| هلند (۱۰۰ تک‌آهنگ برتر هلند)    | ۸۸     |
| سوئد (فهرست برترین‌های سوئد)    | ۷      |
| بریتانیا (آفیشال چارتس)        | ۱۱۲    |

| چارت (۱۹۹۸)                           | جایگاه |
| ------------------------------------- | ------ |
| بلژیک (اولتراتاپ ۵۰ والونیا)          | ۷۴     |
| اروپا (یوروچارت هات ۱۰۰)              | ۶۱     |
| فرانسه (اس‌ان‌ئی‌پی)                     | ۹۰     |
| سوئد (فهرست برترین‌های سوئد)           | ۴۹     |
| ایالات متحدهٔ آمریکا (بیلبورد هات ۱۰۰) | ۵۰     |

## گواهی‌های فروش
| منطقه                                                              | گواهی    | واحد گواهی‌شده/فروش |
| ------------------------------------------------------------------ | -------- | ------------------ |
| استرالیا (آی‌اف‌پی‌آی استرالیا)                                       | Platinum | ۷۰٬۰۰۰^            |
| بلژیک (بی‌ئی‌ای)                                                     | Gold     | ۲۵٬۰۰۰*            |
| فرانسه (اس‌ان‌ئی‌پی)                                                  | Gold     | ۲۵۰٬۰۰۰*           |
| سوئد (گی‌ال‌اف)                                                      | Platinum | ۳۰٬۰۰۰^            |
| ایالات متحده (آرآی‌ای‌ای)                                            | Gold     | ۶۰۰٬۰۰۰            |
| * رقم فروش تنها بر پایهٔ گواهی‌ها. ^ رقم توزیع تنها بر پایهٔ گواهی‌ها. |          |                    |